# Giornata internazionale dell'aviazione civile
La giornata internazionale dell’aviazione civile si festeggia il 7 dicembre di ogni anno.
La giornata ha lo scopo di aiutare a generare e rafforzare la consapevolezza mondiale dell'importanza dell'aviazione civile internazionale per lo sviluppo sociale ed economico degli Stati e del ruolo unico dell'ICAO nell'aiutare gli Stati a cooperare e realizzare una rete globale di transito rapido al servizio di tutta l'umanità. Poiché le Nazioni Unite e le nazioni del mondo hanno adottato l'Agenda 2030 e avviato una nuova era nello sviluppo sostenibile globale, l'importanza dell'aviazione come motore della connettività globale non è mai stata più rilevante per gli obiettivi della Convenzione di Chicago di guardare al volo internazionale come a fondamentale fattore di pace e prosperità globali.